# Sarah Wilkes
Sarah Wilkes, född 4 augusti 1990 i Toronto, är en kanadensisk curlingspelare som representerar det kanadensiska landslaget.

## Biografi
Sarah Wilkes har medverkat i tre VM-turneringar där hon tagit två guld.